# Узинцев, Николай Иванович
Николай Иванович Узинцев (26 декабря 1926 — 13 июня 1994) — передовик советского машиностроения, бригадир слесарей комбината № 817 Министерства среднего машиностроения СССР, Челябинская область, Герой Социалистического Труда (1966).

## Биография
Родился в 1926 году в селе Загарино, ныне Барышского района, Ульяновской области в крестьянской семье.
В 1940 году окончил обучение в шести классах школы, в 1942 году завершил учиться в ремесленном училище. Трудовую деятельность начал в самом начале войны в 1941 году, трудоустроившись подручным слесаря, затем работал слесарем, электромонтёром, бригадиром слесарей на Медно-серном комбинате в городе Медногорск Оренбургской области.
В 1949 году по путёвки был направлен работать на строящейся завод № 817, ныне в городе Озёрск Челябинской области. Предприятие занималось производством компонентов ядерного оружия, изотопов, хранения и регенерацией отработавшего ядерного топлива. Быстро освоил уникальное оборудование и стал профессионалом своего дела. Руководимая им бригада была одной из лучших в отрасли.
Указом Президиума Верховного Совета СССР от 29 июля 1966 года за достижение высоких показателей в производстве и успехи в промышленности Николаю Ивановичу Узинцеву присвоено звание Героя Социалистического Труда с вручением ордена Ленина и медали «Серп и Молот».
В 1980-е годы вышел на заслуженный отдых.
Проживал в городе Озёрске Челябинской области. Умер 13 июня 1994 года.

## Память
- На доме где проживал Герой установлена мемориальная доска[2].

## Награды
За трудовые и боевые успехи был удостоен:
- золотая звезда «Серп и Молот» (29.07.1966)
- орден Ленина (29.07.1966)
- Медаль "За трудовое отличие"
- другие медали.